# Río Ojén
El río Ojén es un corto río del sur de la península ibérica perteneciente a la demarcación hidrográfica de las Cuencas Mediterráneas de Andalucía, que discurre en su totalidad por el territorio del centro-sur de la provincia de Málaga (España). 

## Curso
El Ojén nace en la Sierra Alpujata, en un paraje conocido como llano de los Linarejos, dentro del término municipal homónimo. Su cauce realiza un recorrido en dirección oeste-este a lo largo de unos 13 km a través de los términos de Ojén y Mijas hasta su desembocadura en el río Fuengirola en la zona de Entrerríos.

## Flora y fauna
Casi todo el curso del río Ojén forma parte de la Zona Especial de Conservación (ZEC) Río Fuengirola. La nutria tiene una presencia permanente en los tramos superiores de la cuenca fluvial y una presencia estacional en el curso bajo. También se cuentan otras especies como el barbo gitano, la anguila, el cacho, el galápago leproso, el martín pescador, el búho real, el gato montés, el sapo de espuelas, la ranita meridional y el sapillo pintojo meridional.